# Kule (Silésie)
Pour les articles homonymes, voir Kule.
Kule est une localité polonaise de la gmina de Popów, située dans le powiat de Kłobuck en voïvodie de Silésie.